# Bullet for My Valentine
Bullet for My Valentine (oft abgekürzt als BFMV) ist eine 1998 gegründete britische Metal-Band aus dem walisischen Bridgend, die seit 2006 weltweit kommerzielle Erfolge feiern kann. Weltweit hat die Band mehr als drei Millionen Tonträger verkauft.

## Geschichte

### Anfänge (1998–2005)
Die Band wurde 1998 unter dem Namen Jeff Killed John als Nirvana- und Metallica-Coverband gegründet. 2002 wurden sie in das walisische Bandförderungsprojekt Pynci aufgenommen, über das sie eine von Greg Haver produzierte 2-Song-EP (You/Play with me) veröffentlichten, auf der sie Nu Metal spielten – diese wurde auch in lokalen Radiosendern gespielt. Am Tag vor den Aufnahmen zur nächsten EP verließ Bassist Nick Crandle die Band, die kurz darauf Ersatz in Jason James fand, der auch die Rolle des Shouters übernahm. Nachdem die Band mehrere Male jeweils für kurze Zeit ihren Namen – unter anderem in 12 Pints of My Girlfriend’s Blood und Opportunity in Chicago – änderte, hat sie letztlich den heutigen Namen Bullet for My Valentine angenommen.
Nach einem Showcase in London im Jahre 2004 wollten mehrere Plattenfirmen die Band unter Vertrag nehmen, so u. a. auch Roadrunner Records. Derzeit stehen Bullet for My Valentine bei Sony BMG (Europa) sowie Visible Noise in Großbritannien und Trustkill Records in den USA unter Vertrag.
Am 15. November 2004 veröffentlichte die Band ihre gleichnamige EP, die neun Wochen lang in den deutschen Single-Charts blieb und sich auch im restlichen Europa gut verkaufte. Als Single wurde Hand of Blood ausgewählt. Die Single 4 Words (To Choke Upon) wurde am 28. März 2005 in einer Auflage von lediglich 1000 Exemplaren veröffentlicht. Am 22. August 2005 wurde die Hand of Blood EP als Nachpressung für Europa und die USA veröffentlicht, das gegenüber der selbstbetitelten EP noch einen Song mehr und ein Musikvideo enthält.

### The Poison(2005–2007)

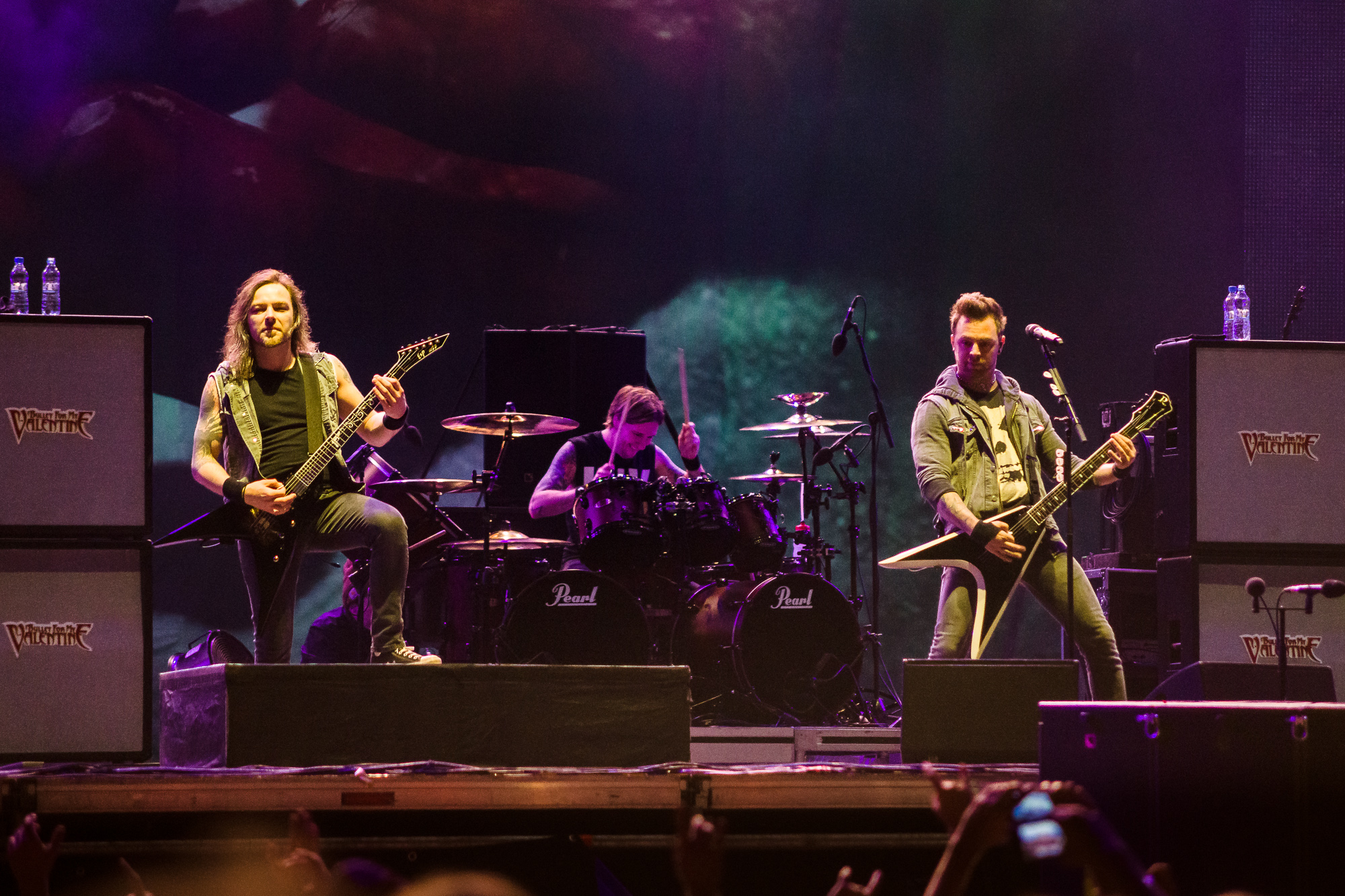
Bullet for My Valentine beim Ursynalia 2013 Warsaw Student Festival in Polen

Das Debütalbum The Poison erschien in Deutschland am 30. September 2005 (anschließend auch in Großbritannien und anderen europäischen Ländern) und erreichte unter anderem Platz 25 in Deutschland. Die erste Single Suffocating Under Words of Sorrow (What Can I Do) wurde am 19. September 2005 veröffentlicht. Die darauf folgende Single All These Things I Hate (Revolve Around Me) wurde am 3. Februar 2006 veröffentlicht, in Großbritannien drei Tage später. Am 17. Juli 2006 wurde die Single Tears Don’t Fall veröffentlicht. In Deutschland gab es bei Gun Records eine spezielle Single-EP, die fast einen Monat früher, am 23. Juni, veröffentlicht wurde. Beim Musikvideo zu Tears Don’t Fall wurden zur besseren Vermarktung die Schreiszenen rausgeschnitten. Inzwischen wurde The Poison im Vereinigten Königreich mit der Silbernen- und in den Vereinigten Staaten von Amerika mit der Goldenen Schallplatte ausgezeichnet.
Nach der regulären Veröffentlichung gibt es auch weitere Versionen mit Bonussongs oder Live- und Akustikversionen. So enthält die US-amerikanische Neuveröffentlichung fünf und die britische vier Bonussongs.
Im Oktober 2006 erschien eine Live-EP mit dem Namen Hand of Blood EP – Live at Brixton. Die Limited Edition ist auf 4.000 Exemplare limitiert. Sie unterscheidet sich aber nicht von der herkömmlichen EP, außer dass auf dem Sticker auf dem Cover „Limited EP“ steht. Die Aufnahmen stammen von ihrem Auftritt im Londoner Club Brixton Academy am 28. Januar 2006, wo mehrere Kameras die Show filmten, um aus dem Material später eine Live-DVD anzufertigen. Die DVD The Poison – Live at Brixton wurde am 30. Oktober 2006 veröffentlicht, in Großbritannien und den Vereinigten Staaten erneut drei Tage später.

### Scream Aim Fire(2007–2009)
Bullet for My Valentine haben am 11. Oktober 2007 die Aufnahmen für ihr zweites Studioalbum, Scream Aim Fire, abgeschlossen. Es wurde am 25. Januar 2008 in zwei verschiedenen Versionen sowie auf SD-Card veröffentlicht. Colin Richardson, der auch schon The Poison produziert hatte, war erneut leitender Produzent. Als Singles wurden der Titeltrack Scream Aim Fire, Waking The Demon und Hearts Burst into Fire ausgekoppelt. Das Video zu Waking the Demon wurde, ähnlich wie bei Tears Don’t Fall, in einer Version mit und einer ohne Schreiszenen gedreht. Im Jahr 2008 gingen sie unter anderem mit Atreyu, D’espairsRay und Blessthefall auf die Tour „Taste of Chaos“.
Ähnlich wie beim Vorgängeralbum The Poison existiert auch hier eine Deluxe-Version des Albums mit leicht abgeändertem Cover sowie vier weiteren Bonussongs.

### Fever(2009–2012)
Die Band begann Anfang 2009 mit den Aufnahmen für ein drittes Studioalbum. Im November 2009 waren laut Tuck bereits acht Lieder fertig aufgenommen, inzwischen ist ihr drittes Studioalbum mit dem Titel Fever veröffentlicht worden. Die Songs vom neuen Album wurden auf ihrer MySpace-Seite am 19. April 2010 veröffentlicht.
Ende März 2009 verließen Bullet for My Valentine das Studio, um sechs Shows, unter anderem in Russland und Südafrika, zu spielen. Danach fuhren sie mit den Aufnahmen fort. Weiterhin wurde bekannt gegeben, dass drei Auftritte der Band, in Düsseldorf, in London und in Kalifornien, gefilmt wurden.

### Temper Temper(2012–2013)
2012 gab die Band über Facebook und Twitter bekannt, dass die Arbeit an einem neuen Album laufe, das Ende 2012 erscheinen sollte. Die Singles Temper Temper und Riot wurden vorab veröffentlicht. Das Album heißt ebenfalls Temper Temper und ist in Deutschland am 8. Februar 2013 erschienen.

### Venom(2013–2017)
Am 19. November 2013 wurde auf BBC Radio 1 ein neuer Song namens Raising Hell vorgestellt, mit dem sich die Band musikalisch wieder ihren früheren Alben annähert.
Am 6. Januar 2014 twitterte Tuck, die Band habe begonnen, das nächste Studioalbum aufzunehmen.
Auf ihrer Website gab die Band am 9. Februar 2015 bekannt, dass sich Jason James von der Band getrennt hat. Am 11. Mai 2015 kündigte die Band via Facebook an, am 17. Mai 2015 einen neuen Song namens No Way Out auf BBC Radio 1 vorzustellen. Am 18. Mai 2015 veröffentlichte sie diesen Song auf YouTube und gab es kurz darauf zum Download frei. Ebenfalls wurde offiziell der Albumstitel für das fünfte Album mit Venom bekanntgegeben. Als Veröffentlichungstermin wurde der 14. August 2015 gewählt. Zudem wurde mit Jamie Mathias, der früher bei Revoker spielte, ein Nachfolger für James gefunden. Am 24. Juni 2015 veröffentlichte die Band eine zweite Single namens You Want a Battle? (Here’s a War) aus dem kommenden Album Venom. Die dritte Single Army of Noise erschien am 17. Juli 2015. Am 10. August 2015 erschien der Titel Playing God, welcher ein Bonus-Track auf der Deluxe-Version von Venom ist. Am 13. August 2015 erschien der Song Worthless. Am 14. August 2015 wurde Venom weltweit veröffentlicht. Am 1. Februar 2016 gab die Band bekannt, dass Schlagzeuger Michael Thomas für einige Monate aussetzen wird, um seiner Ehefrau während der Schwangerschaft beizustehen. Jason Bowld, Schlagzeuger der Band AxeWound, wird ihn ersetzen. Vom 22. Oktober 2016 bis zum 1. November 2016 wurden auf der offiziellen Facebook-Seite der Band einige Teaser veröffentlicht. Am 7. November 2016 wurde die neue Single Don’t Need You veröffentlicht.
Am 4. Dezember 2017 verkündete die Band, sich von Schlagzeuger und Gründungsmitglied Michael Thomas getrennt zu haben. Gleichzeitig gaben sie Jason Bowld als offiziellen Nachfolger bekannt.

### Gravity(2018–2020)
Am 29. März 2018 wurde auf der offiziellen Twitter-Seite der Band ein Teaser veröffentlicht. Am 1. April 2018 wurde die neue Single Over It auf BBC Radio 1 vorgestellt. Ebenfalls wurde offiziell der Album-Titel für das sechste Album mit Gravity bekanntgegeben. Am 27. April 2018 wurde die zweite Single des neuen Albums, Piece of Me, veröffentlicht. Am 18. Mai 2018 wurde die dritte Single des neuen Albums, Letting You Go veröffentlicht. Am 29. Juni 2018 erschien das Album.
Am 12. Oktober 2018 kündigte die Band eine Deluxe-Edition von Gravity an, welche ebenfalls 2018 erschien. Am 15. Oktober 2018 veröffentlichte die Band ein Musikvideo zu Not Dead Yet.

### Bullet for My Valentine(seit 2021)
Am 15. Juni 2021 veröffentlichte die Band einen Teaser mit einem bis dato unbekannten Song. Am 18. Juni 2021 erschien die Single Knives zusammen mit einem Musik-Video. Die Band kündige außerdem ihr siebtes, selbst betiteltes Album für den 5. November 2021 an. Ebenfalls wurde die Track-Liste und das Album-Cover veröffentlicht.
Am 5. August 2022 wurde die Deluxe-Edition des Albums Bullet for My Valentine mit fünf zusätzlichen Tracks veröffentlicht. Darunter befinden sich der Song Omen, die zuletzt neu veröffentlichte Single Stitches sowie der neue Song der Band No More Tears To Cry.

## Stil
Bullet for My Valentines Musikstil lässt sich primär dem Metalcore zuordnen. Die Band verwendet genretypische Elemente, wie tiefe Gitarrenriffs, schnelles Spielen der Bassdrum bzw. Doublebass und Tempowechsel im Rhythmus der Musik. Jedoch lassen sich einige Unterschiede zum Genre feststellen. Zum Beispiel ist im Vergleich zu anderen Metalcore-Bands deutlich mehr klarer Gesang des Sängers Matthew Tuck zu hören und die Band sieht ihre Wurzeln im Heavy Metal. Seit dem Album Fever greift die Band mehr auf Hardrock-Einflüsse zurück und grenzt sich somit stärker vom klassischen Metalcore ab, was bei einigen Kritikern und Fans auf Unzufriedenheit stieß, da die Band massentauglicher erscheint. Diese genannten Merkmale machen die vollständige Zuordnung der Band zu einem Genre schwer. Tuck nennt Metallica und Iron Maiden als ihr Haupteinfluss ihrer Musik. In dem Album The Poison sind teilweise Balladen zu hören.

Bullet for My Valentine, live beim With Full Force 2018
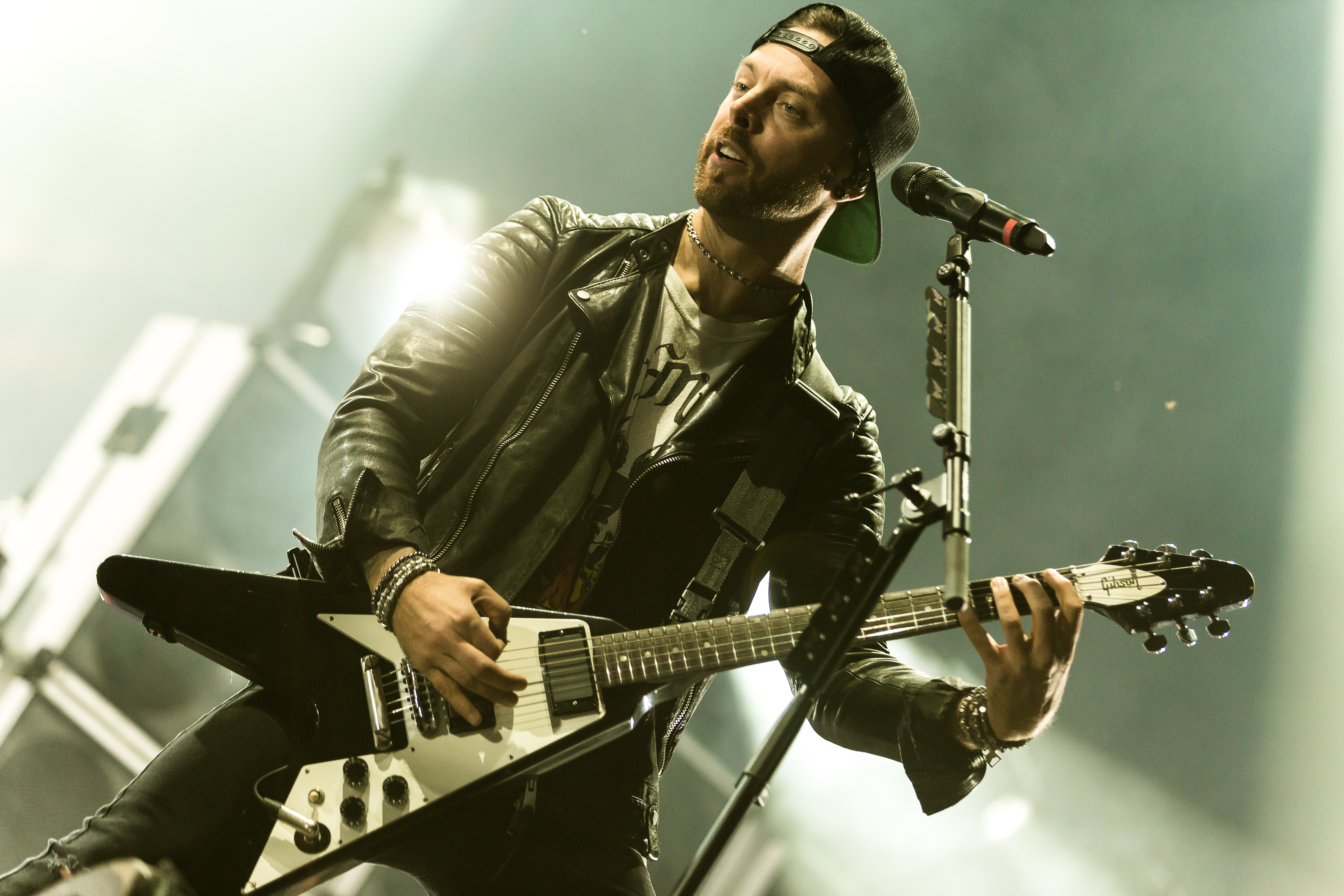
Sänger Matthew Tuck
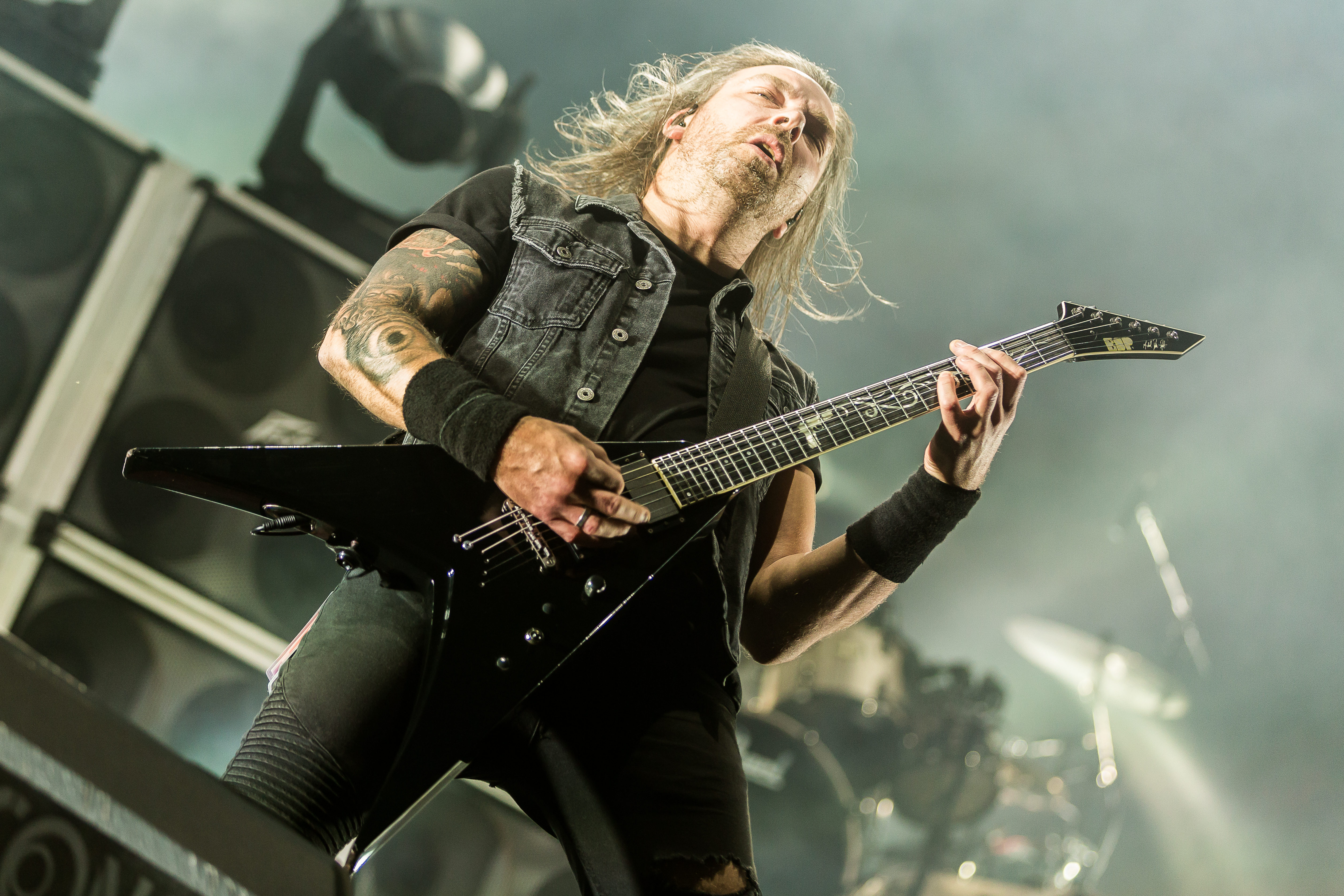
Gitarrist Michael Paget
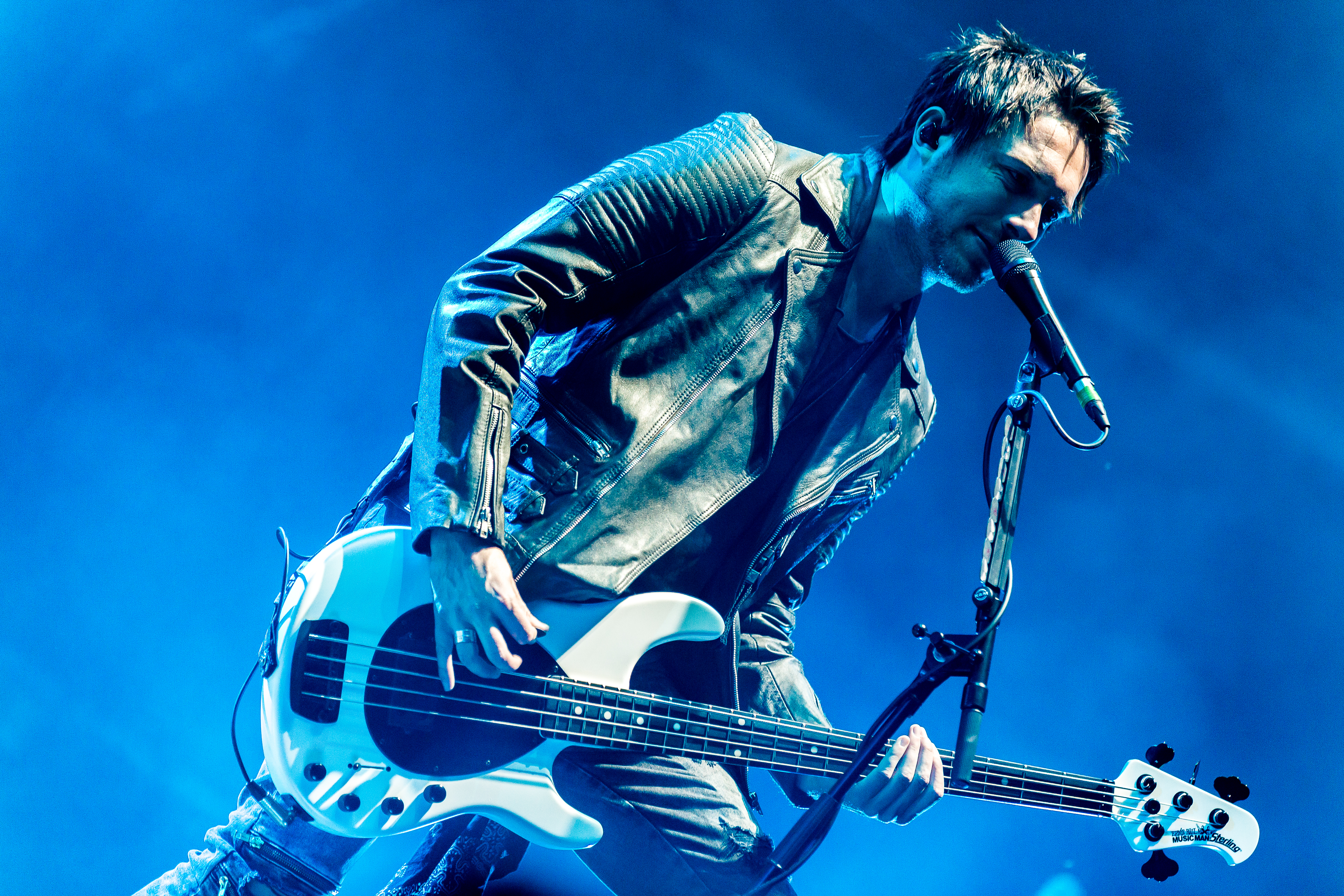
Bassist Jamie Mathias
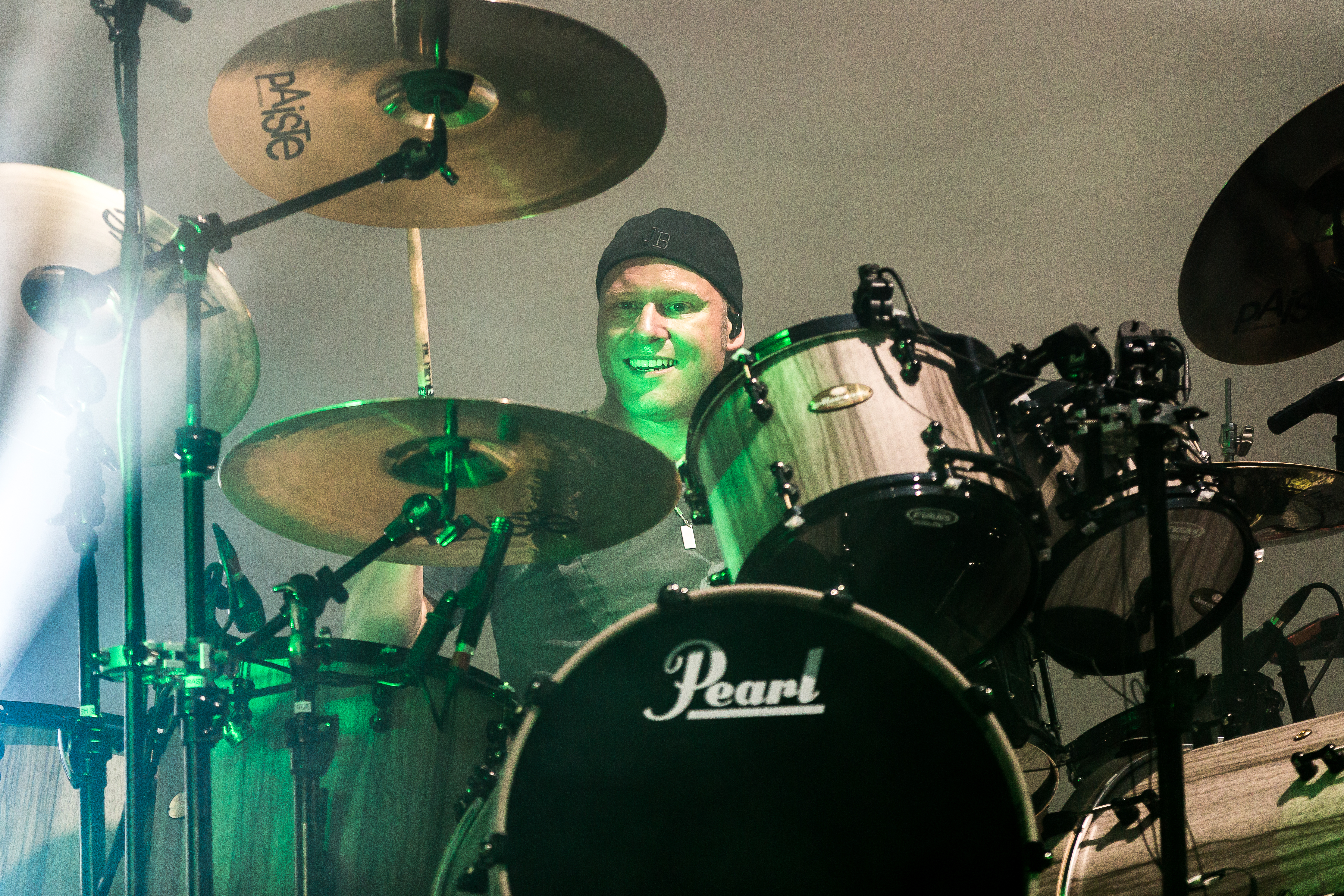
Schlagzeuger Jason Bowld

## Diskografie
Studioalben

| Jahr | Titel Musiklabel                          | Höchstplatzierung, Gesamtwochen, AuszeichnungChartplatzierungen (Jahr, Titel, Musiklabel, Platzierungen, Wochen, Auszeichnungen, Anmerkungen) | Höchstplatzierung, Gesamtwochen, AuszeichnungChartplatzierungen (Jahr, Titel, Musiklabel, Platzierungen, Wochen, Auszeichnungen, Anmerkungen) | Höchstplatzierung, Gesamtwochen, AuszeichnungChartplatzierungen (Jahr, Titel, Musiklabel, Platzierungen, Wochen, Auszeichnungen, Anmerkungen) | Höchstplatzierung, Gesamtwochen, AuszeichnungChartplatzierungen (Jahr, Titel, Musiklabel, Platzierungen, Wochen, Auszeichnungen, Anmerkungen) | Höchstplatzierung, Gesamtwochen, AuszeichnungChartplatzierungen (Jahr, Titel, Musiklabel, Platzierungen, Wochen, Auszeichnungen, Anmerkungen) | Anmerkungen                                               |
| Jahr | Titel Musiklabel                          | DE | AT | CH | UK | US | Anmerkungen                                               |
| ---- | ----------------------------------------- | --- | --- | --- | --- | --- | --------------------------------------------------------- |
| 2005 | The Poison Trustkill Records              | DE25 Platin · (41 Wo.)DE | AT43 (19 Wo.)AT | — | UK21 Gold · (10 Wo.)UK | US128 Gold · (56 Wo.)US | Erstveröffentlichung: 3. Oktober 2005 Verkäufe: + 800.000 |
| 2008 | Scream Aim Fire Jive Records              | DE3 Gold · (19 Wo.)DE | AT3 (10 Wo.)AT | CH18 (7 Wo.)CH | UK5 Gold · (6 Wo.)UK | US4 (17 Wo.)US | Erstveröffentlichung: 28. Januar 2008 Verkäufe: + 235.000 |
| 2010 | Fever Jive Records                        | DE3 (9 Wo.)DE | AT2 (17 Wo.)AT | CH7 (6 Wo.)CH | UK5 Gold · (10 Wo.)UK | US3 (19 Wo.)US | Erstveröffentlichung: 23. April 2010 Verkäufe: + 107.500  |
| 2013 | Temper Temper RCA Records                 | DE5 (6 Wo.)DE | AT3 (6 Wo.)AT | CH9 (5 Wo.)CH | UK11 (3 Wo.)UK | US13 (9 Wo.)US | Erstveröffentlichung: 8. Februar 2013                     |
| 2015 | Venom RCA Records                         | DE2 (6 Wo.)DE | AT2 (6 Wo.)AT | CH1 (5 Wo.)CH | UK3 Silber · (4 Wo.)UK | US8 (4 Wo.)US | Erstveröffentlichung: 14. August 2015 Verkäufe: + 60.000  |
| 2018 | Gravity Spinefarm Records                 | DE7 (8 Wo.)DE | AT7 (5 Wo.)AT | CH6 (5 Wo.)CH | UK13 (2 Wo.)UK | US17 (2 Wo.)US | Erstveröffentlichung: 29. Juni 2018                       |
| 2021 | Bullet for My Valentine Spinefarm Records | DE9 (3 Wo.)DE | AT8 (1 Wo.)AT | CH11 (1 Wo.)CH | UK13 (1 Wo.)UK | US153 (1 Wo.)US | Erstveröffentlichung: 5. November 2021                    |

## Auszeichnungen
- Kerrang! Awards
  - Best Single – Tears Don’t Fall (2006)[24]
  - Best British Newcomer (2005)[25]
  - Best British Band (2008, 2009, 2010)[26][27]
  - Best Live Band (2010)[28]
- Metal Hammer Golden Gods Awards
  - Best British Band (2006, 2010)[29][30]
- Welsh Music Award
  - Best Newcomer (2004)[31]